# Tisbury (Massachusetts)
Tisbury es un pueblo ubicado en el condado de Dukes en el estado estadounidense de Massachusetts. En el Censo de 2010 tenía una población de 3.949 habitantes y una densidad poblacional de 79,81 personas por km².

## Geografía
Tisbury se encuentra ubicado en las coordenadas 41°28′23″N 70°37′3″O / 41.47306, -70.61750. Según la Oficina del Censo de los Estados Unidos, Tisbury tiene una superficie total de 49.48 km², de la cual 16.93 km² corresponden a tierra firme y (65.78%) 32.55 km² es agua.

## Demografía
Según el censo de 2010, había 3.949 personas residiendo en Tisbury. La densidad de población era de 79,81 hab./km². De los 3.949 habitantes, Tisbury estaba compuesto por el 86.3% blancos, el 3.65% eran afroamericanos, el 0.43% eran amerindios, el 0.79% eran asiáticos, el 0.03% eran isleños del Pacífico, el 5.22% eran de otras razas y el 3.6% pertenecían a dos o más razas. Del total de la población el 2.99% eran hispanos o latinos de cualquier raza.